# Analog (chemia)

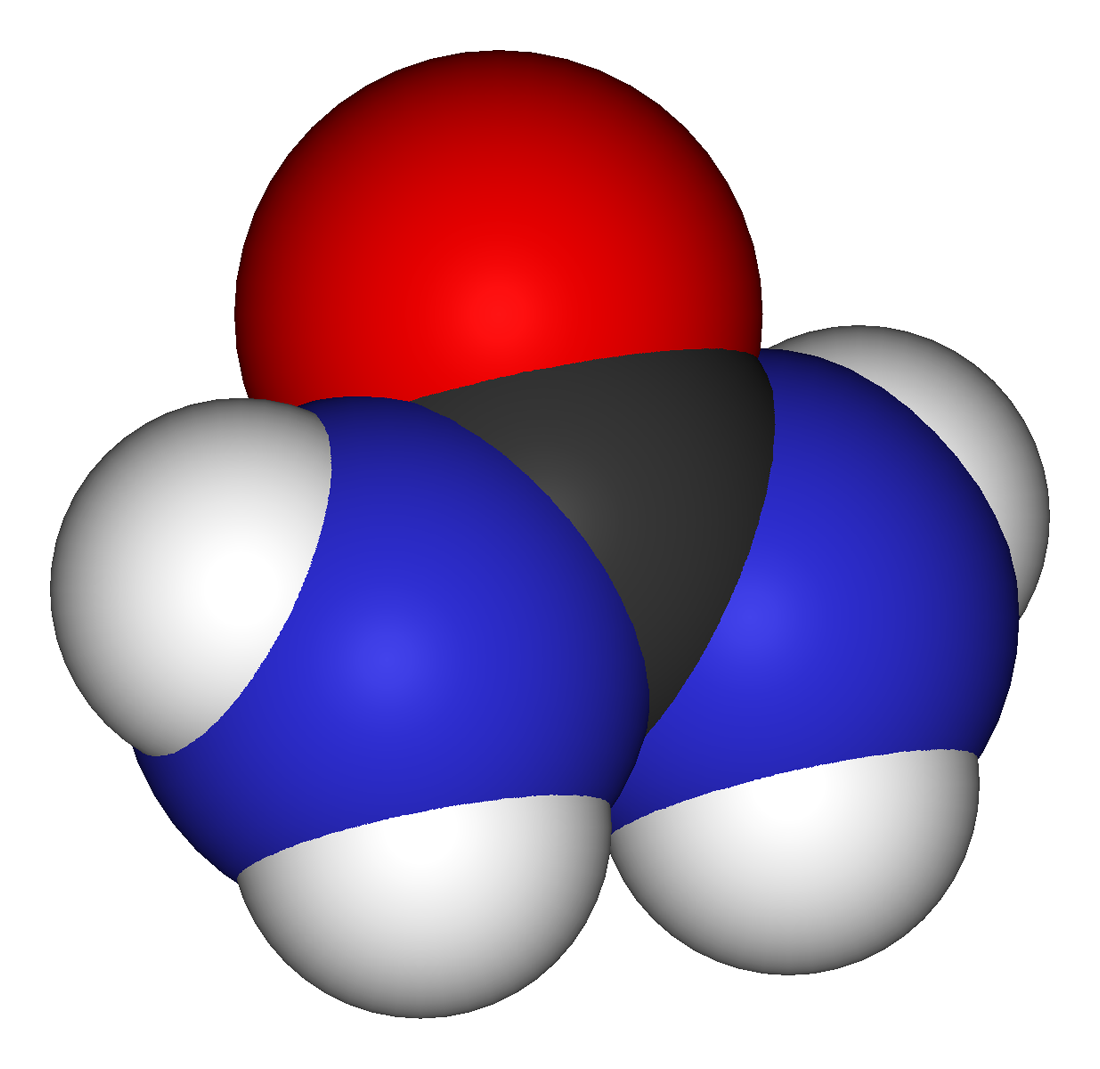
mocznik

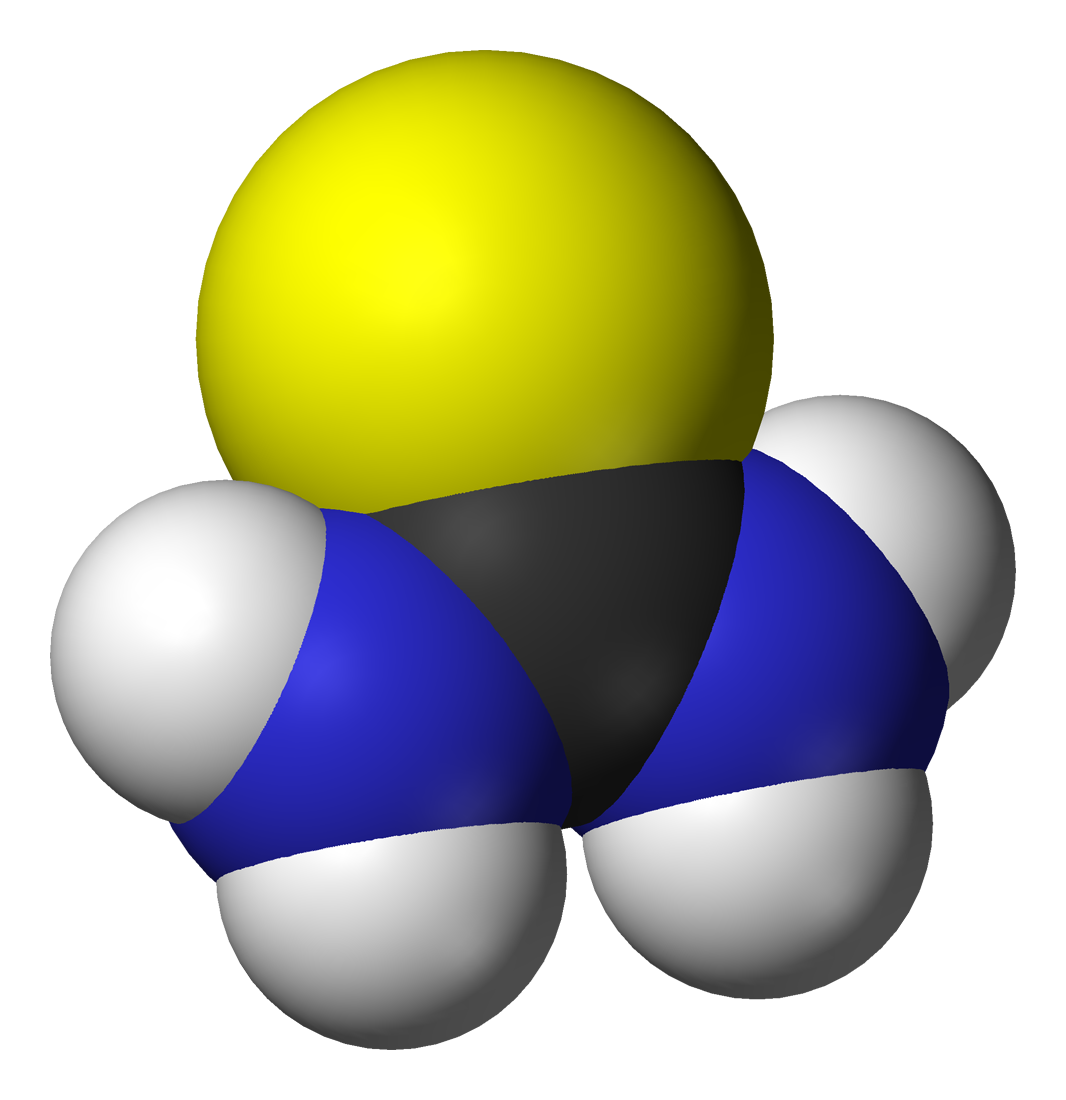
tiomocznik

morfolina

tiomorfolina

Analog – związek chemiczny, w którym co najmniej jeden atom jest zastąpiony innym w stosunku do związku wyjściowego, natomiast ogólna budowa pozostaje niezmieniona.
Przykłady:
- zamiana atomu tlenu na atom siarki:
  - dwutlenek węgla CO2 → disiarczek węgla CS2
  - kwas cyjanowy HOCN → kwas tiocyjanowy HSCN
  - kwas octowy CH3COOH → kwas tiooctowy CH3COSH
  - acetamid CH3CONH2 → tioacetamid CH3CSNH2
  - mocznik NH2CONH2 → tiomocznik NH2CSNH2
  - morfolina C4H9NO → tiomorfolina C4H9NS
  - metanol CH3OH → metanotiol CH3SH
  - oksazol C3H3NO → tiazol C3H3NS
  - furan C4H4O → tiofen C4H4S
- zamiana atomu siarki na atom tlenu:
  - penam C5H7ONS → oksapenam C7H7O2NS
- zamiana atomu siarki na atom węgla:
  - cefem C6H7ONS → karbacefem C7H7ON